# 石原佑
石原 佑（いしはら ゆう、1991年 - ）は、日本のアートディレクター、デザインコンサルタント、起業家。
徳島大学高等教育研究センター特任助教。特定非営利活動法人Ars Shikoku代表理事。株式会社BLUE founder主宰。

## 経歴・人物
徳島県生まれ。東京造形大学造形学部デザイン学科卒業。在学時はデザインの未来を担う「金の卵」を一堂に紹介する「アクシス第7回 “金の卵” オールスター デザイン ショーケース」などに選出される。その後10年間ほど、フリーランスデザイナーとして東京、北米を拠点に分野問わず活動を行う。
2020年にはデザインコンサルティング会社、株式会社BLUEを設立する。2022年には特定非営利活動法人Arts Shikokuの代表理事に就任し、中四国地方の芸術家支援に取り組む。
2019年度より行なってきた徳島大学発スタートアップスタジオU-teraでの起業家支援の取り組みを本格化するため、2022年より徳島大学高等教育研究センターにて特任助教に着任。
大伯父は真言宗の僧侶であり教育者の後藤善猛。

### 学部リンク
- 特定非営利活動法人Arts Shikoku